# Serhiy Serebrennikov
Serhiy Olekandrovych Serebrennikov  - em ucraniano, Сергей Александрович Серебренников (Ulan-Ude, 1 de setembro de 1976) é um ex-futebolista e treinador de futebol ucraniano.

## Carreira
Nascido na Buriácia (divisão federal da Rússia, já na parte asiática do país), Serebrennikov estreou profissionalmente em 1992, no Shinnik Yaroslavl, com apenas 16 anos de idade. Até 1999, quando voltou ao Shinnik, teve passagens também por Vympel Rybinsk e Dínamo Vologda. No mesmo ano, ganhou a cidadania ucraniana, e pouco depois assinou com o Dínamo de Kiev, onde atuou por 4 temporadas.
Em 2002, foi contratado pelo Club Brugge, porém disputou apenas 29 partidas em 5 anos de clube, e fez um gol. Sem espaço na equipe, foi emprestado para 2 clubes, o Charleroi e o Cercle Brugge, que o contratou em definitivo em 2007. Foi nos Groen en Zwart que Serebrennikov se destacou, jogando 137 vezes e balançando as redes adversárias em 11 oportunidades.
Jogou também no Roeselare, onde também acumulou a função de treinador da equipe. Aposentou-se em 2014, aos 37 anos de idade.

## Carreira na Seleção
Entre 1998 e 2006, foi convocado 12 vezes para defender a equipe, fazendo um gol.

## Links
- Serhiy Serebrennikov em National-Football-Teams.com